# Oakland Raiders 2019
La stagione 2019 degli Oakland Raiders è stata la 50ª della franchigia nella National Football League, la 60ª complessiva e la seconda sotto la direzione del capo-allenatore Jon Gruden dopo il suo ritorno con la squadra (la sesta complessiva). La squadra terminò con un record di 7-9, mancando l'accesso ai playoff per il terzo anno consecutivo.
Dopo aver annunciato che non sarebbero ritornati a disputare le partite casalinghe presso il RingCentral Coliseum di Oakland, i Raiders furono costretti a tornare sui propri passi dopo che i San Francisco 49ers bloccarono la loro intenzione di trasferirsi per questa stagione all'Oracle Park di San Francisco in attesa del completamento della costruzione dell'Allegiant Stadium di Paradise (Nevada), futuro definitivo impianto dei Raiders. Con il completamento del nuovo stadio, questa fu la 25ª e ultima stagione dei Raiders a Oakland.
L'11 giugno 2019 la rete via cavo HBO rese ufficiale che i Raiders sarebbero stati protagonisti della nuova stagione di Hard Knocks, stagione che è andata in onda con la prima puntata il 6 agosto 2019.
Prima dell'inizio della stagione, i Raiders annunciarono l'ingaggio del nuovo general manager Mike Mayock (ex commentatore televisivo per NFL Network come esperto di draft).

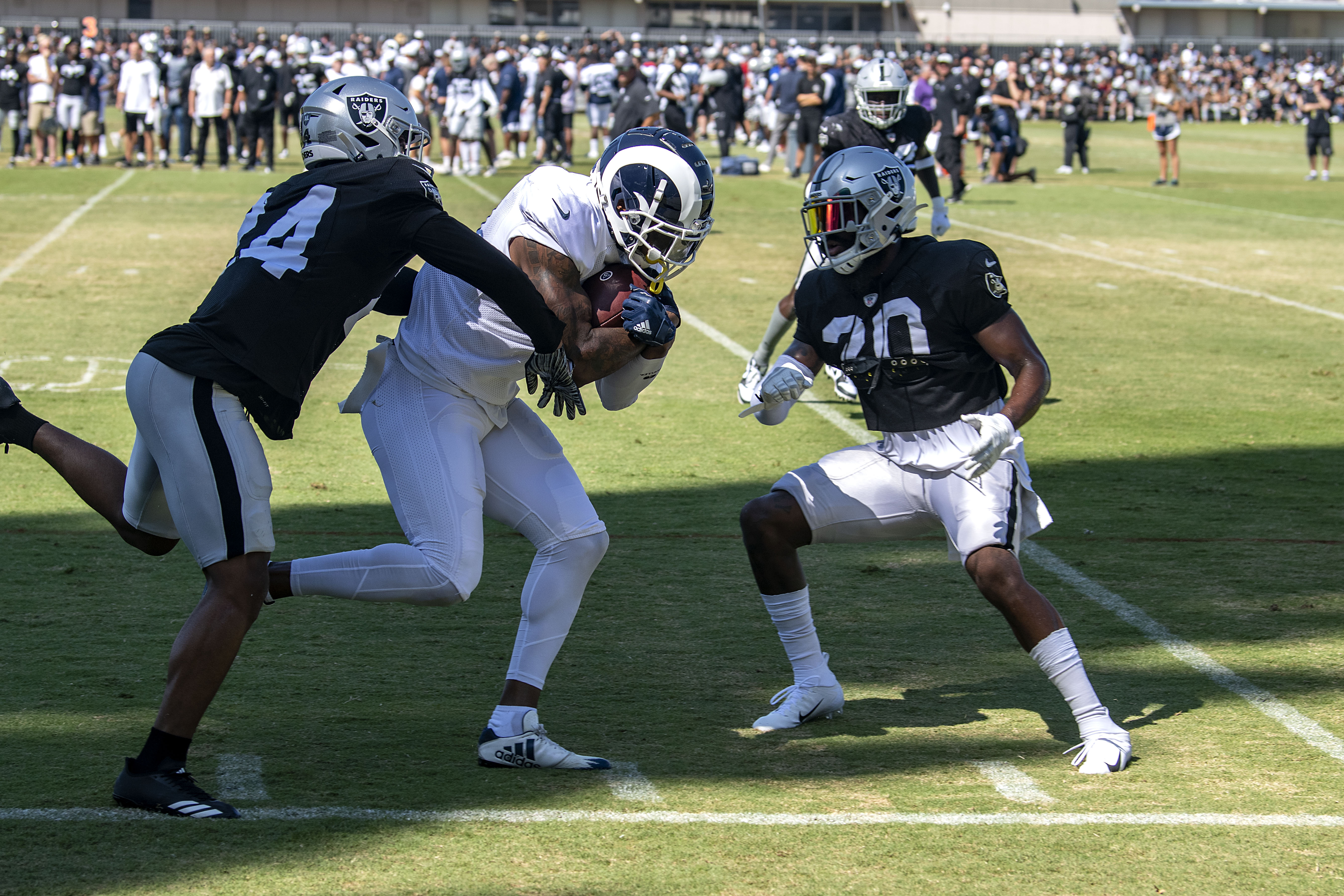
Il training camp 2019

## Il trasferimento a Las Vegas
Nel dicembre 2018, i Raiders dichiararono ufficialmente che non sarebbero tornati a disputare le proprie partite casalinghe presso l'Oakland Coliseum (rinominato nel frattempo RingCentral Coliseum a partire dal maggio 2019) a causa della fine del loro contratto di affitto, considerato dagli stessi Raiders concluso dopo che la Oakland-Alameda County Coliseum Authority gli aveva intentato causa per una richiesta di risarcimento danni derivanti dalla fine del rapporto tra la squadra e la città di Oakland. I Raiders iniziarono quindi a trattare, a partire dal febbraio 2019, con l'Oracle Park di San Francisco per la disputa delle proprie gare casalinghe nella stagione 2019. Tuttavia, i San Francisco 49ers negarono di cedere i propri diritti sul territorio della città di San Francisco, opponendo il proprio veto all'accordo tra Raiders e Oracle Park. Dopo una breve trattativa con gli stessi 49ers per condividere il Levi's Stadium senza successo (a causa dei costi eccessivi), i Raiders tornarono sui propri passi accordandosi con l'Oakland Coliseum Authority per ritornare nello stadio di Oakland per un'ultima stagione, inserendo nel nuovo accordo anche la possibilità di rimanere ad Oakland per il 2020 nel caso in cui si verificassero ritardi nella costruzione del nuovo stadio a Las Vegas. Il 15 marzo 2019 l'accordo entrò in vigore ufficiale con l'approvazione da parte del consiglio municipale della città di Oakland.

## Movimenti di mercato

### Free agency

#### Arrivi
| Giocatore        | Ruolo | Età | Squadra 2018         |
| ---------------- | ----- | --- | -------------------- |
| Tyrell Williams  | WR    | 27  | Los Angeles Chargers |
| Trenton Brown    | OL    | 25  | New England Patriots |
| Lamarcus Joyner  | S     | 28  | Los Angeles Rams     |
| Vontaze Burfict  | LB    | 28  | Cincinnati Bengals   |
| Josh Mauro       | DE    | 28  | New York Giants      |
| J. J. Nelson     | WR    | 26  | Arizona Cardinals    |
| Mike Glennon     | QB    | 29  | Arizona Cardinals    |
| Nevin Lawson     | CB    | 27  | Detroit Lions        |
| Jordan Devey     | OG    | 31  | Kansas City Chiefs   |
| Curtis Riley     | S     | 26  | New York Giants      |
| Ryan Grant       | WR    | 28  | Indianapolis Colts   |
| Landry Jones     | QB    | 29  | Jacksonville Jaguars |
| Luke Willson     | TE    | 29  | Detroit Lions        |
| Richie Incognito | OG    | 35  | libero               |

#### Partenze
| Giocatore      | Ruolo | Età | Squadra 2019         |
| -------------- | ----- | --- | -------------------- |
| Donald Penn    | OT    | 35  | Washington Redskins  |
| AJ McCarron    | QB    | 28  | Houston Texans       |
| Jordy Nelson   | WR    | 33  | ritirato             |
| Seth Roberts   | WR    | 28  | Baltimore Ravens     |
| Antonio Brown  | WR    | 31  | New England Patriots |
| Jared Cook     | TE    | 31  | New Orleans Saints   |
| Jon Feliciano  | G     | 27  | Buffalo Bills        |
| Rashaan Melvin | CB    | 29  | Detroit Lions        |

### Scambi
| Giocatore/scelta ricevuta                       | Giocatore/scelta ceduta                                                | Squadra             |
| ----------------------------------------------- | ---------------------------------------------------------------------- | ------------------- |
| Antonio Brown (WR)                              | 3ª scelta draft 2019 (66ª overall) 5ª scelta draft 2019 (141ª overall) | Pittsburgh Steelers |
| 5ª scelta draft 2019 (140ª overall)             | Kelechi Osemele (OG) 6ª scelta (dai Bears) draft 2019 (196ª overall)   | New York Jets       |
| 3ª scelta (dai Seahawks) draft 2020 (? overall) | Gareon Conley (CB)                                                     | Houston Texans      |

### Draft 2019
| Scelte dei Raiders nel Draft 2019 |                   |                               |                               |                               |                               |
| Giro                              | Scelta (assoluta) | Giocatore                     | Ruolo                         | College                       | Note                          |
| 1º                                | 4ª                | Clelin Ferrell                | DE                            | Clemson                       |                               |
| 1º                                | 24ª               | Josh Jacobs                   | RB                            | Alabama                       | Dai Bears                     |
| 1º                                | 27ª               | Johnathan Abram               | S                             | Mississippi State             | Dai Cowboys                   |
| 2º                                | 40ª               | Trayvon Mullen                | CB                            | Clemson                       | Dai Bills                     |
| 3º                                | 66ª               | Ceduta ai Pittsburgh Steelers | Ceduta ai Pittsburgh Steelers | Ceduta ai Pittsburgh Steelers | Ceduta ai Pittsburgh Steelers |
| 4º                                | 106ª              | Maxx Crosby                   | DE                            | Eastern Michigan              |                               |
| 4º                                | 129ª              | Isaiah Johnson                | CB                            | Houston                       | Dai Colts                     |
| 4º                                | 137ª              | Foster Moreau                 | TE                            | LSU                           | Dai Falcons                   |
| 5º                                | 141ª              | Ceduta ai Pittsburgh Steelers | Ceduta ai Pittsburgh Steelers | Ceduta ai Pittsburgh Steelers | Ceduta ai Pittsburgh Steelers |
| 5º                                | 149ª              | Hunter Renfrow                | WR                            | Clemson                       | Dai Jets                      |
| 5º                                | 158ª              | Ceduta ai Buffalo Bills       | Ceduta ai Buffalo Bills       | Ceduta ai Buffalo Bills       | Ceduta ai Buffalo Bills       |
| 6º                                | 175ª              | Ceduta ai Pittsburgh Steelers | Ceduta ai Pittsburgh Steelers | Ceduta ai Pittsburgh Steelers | Ceduta ai Pittsburgh Steelers |
| 7º                                | 230ª              | Quinton Bell                  | DE                            | Prairie View A&M              | Dai Falcons                   |

## Staff
| Staff degli Oakland Raiders 2019 |
| --- |
| Organi dirigenziali - Proprietario: Mark Davis - Presidente: Marc Badain - Vicepres. esecutivo/Cons. generale: Dan Ventrelle - General Manager: Mike Mayock - Vicepres. Senior/Dir. amministrazione del football: Tom Delaney - Ass. Direttore personale dei giocatori: DuJuan Daniels - Ass. Direttore personale dei giocatori: Trey Scott - Dir. personale professionistico: Dwayne Joseph - Dir. osservatori dei college: Jim Abrams - Ass. Direttore osservatori dei college: Teddy Atlas - Cons. Senior general manager: Walter Juliff Capo allenatore - Jon Gruden - Ass. head coach/Coord. special teams - Rich Bisaccia - Dir. football research - Dave Razzano - Dir. football analytics - David Christoff Altri allenatori - Prep. atletico - A. J. Neibel - Assistente prep. atletico - D'Anthony Batiste - Assistente prep. atletico - Deuce Gruden - Assistente prep. atletico - Rick Slate - Nutrizionista - Ricky Ng Allenatori dell'attacco - Coord. offensivo – Greg Olson - Assistente senior – John Morton - Running Back – Kirby Wilson - Wide Receiver – Edgar Bennett - Tight End – Frank Smith - Offensive Line – Tom Cable - Assistente Offensive Line - Lemuel Jeanpierre - Controllo qualità attacco – Nick Holz - Controllo qualità attacco – Tim Berbenich Allenatori della difesa - Coord. difensivo – Paul Guenther - Ass. senior – Mike Trgovac - Defensive Line – Rod Marinelli - Ass. Defensive Line - Travis Smith - Linebacker – David Lippincott - Defensive Back – Jim O'Neil - Ass. Defensive Backs - – Taver Johnson Allenatori dello special team - Assistente special team - Byron Storer |

## Roster
| Roster degli Oakland Raiders nel 2019 |
| --- |
| Quarterback - 4 Derek Carr - 7 Mike Glennon - 14 DeShone Kizer Running Back - 45 Alec Ingold FB - 28 Josh Jacobs - 30 Jalen Richard - 33 DeAndré Washington Wide Receiver - 88 Marcell Ateman - 11 Trevor Davis - 18 Keelan Doss - 12 Zay Jones - 13 Hunter Renfrow - 16 Tyrell Williams Tight End - 85 Derek Carrier - 87 Foster Moreau - 83 Darren Waller Offensive Linemen - 77 Trent Brown T - 69 Denzelle Good T - 61 Rodney Hudson C - 64 Richie Incognito G - 66 Gabe Jackson G - 68 Andre James T - 62 Erik Magnuson C - 74 Kolton Miller T - 75 Brandon Parker T - 72 David Sharpe T Defensive Linemen - 98 Maxx Crosby DE - 96 Clelin Ferrell DE - 92 P.J. Hall DT - 90 Johnathan Hankins DT - 73 Maurice Hurst Jr. DT - 95 Dion Jordan DE - 97 Josh Mauro DE - 91 Benson Mayowa DE - 93 Terrell McClain DT Linebacker - 54 Preston Brown MLB - 51 Will Compton MLB - 50 Nicholas Morrow OLB - 59 Tahir Whitehead OLB - 58 Kyle Wilber OLB Defensive Back - 25 Erik Harris SS - 31 Isaiah Johnson CB - 29 Lamarcus Joyner FS - 26 Nevin Lawson CB - 32 Dallin Leavitt SS - 27 Trayvon Mullen CB - 22 Keisean Nixon CB - 35 Curtis Riley FS - 21 D.J. Swearinger SS - 20 Daryl Worley CB Special Team - 8 Daniel Carlson K - 6 A.J. Cole III P - 47 Trent Sieg LS Lista delle riserve - 24 Johnathan Abram FS (IR) - 55 Vontaze Burfict MLB (Sospeso) - -- Isaiah Crowell RB (IR) - 65 Jordan Devey C (IR) - 43 Makinton Dorleant CB (IR) - 17 Dwayne Harris WR (IR) - 62 Cameron Hunt G (IR) - 42 Karl Joseph SS (IR) - 99 Arden Key DE (IR) - 40 D.J. Killings CB (IR) - 52 Marquel Lee OLB (IR-DRF) - 3 Nathan Peterman QB (IR) Squadra di allenamento - 36 James Butler RB - 67 Lester Cotton G - 57 Kendall Donnerson DE - 10 Rico Gafford WR - 70 Kyle Kalis C - 37 Dylan Mabin CB - 23 Nick Nelson CB - 53 Quentin Poling LB - 19 Anthony Ratliff-Williams WR - 86 Eric Saubert TE 53 attivi, 12 inattivi, 10 nella squadra di allenamento |
| Legenda - I rookie sono in corsivo. - Il primo ruolo è il principale mentre gli eventuali successivi indicano i ruoli secondari. - (IR) sta per Injured Reserve ed indica la lista ristretta per un solo giocatore infortunato che può tornare ad allenarsi dopo la settimana 6 e a rientrare in prima squadra dopo che questa ha giocato 8 partite. - (NF-Inj.) / (NF-Ill.) stanno rispettivamente per Non-Football Injured e Non-Football Illness ed indicano le liste dove viene inserito un giocatore che ha un infortunio o una malattia non dipendente dal football americano. - (PUP) sta per Physically Unable to Perform ed indica la lista dove viene inserito un giocatore mentre è in attesa di recuperare la condizione fisica. Nella stagione regolare dopo la sesta partita giocata dalla propria squadra, il giocatore ha tempo tre settimane per riprendere ad allenarsi, più tre settimane aggiuntive dal suo rientro agli allenamenti per rientrare in prima squadra. |

## Calendario e risultati

### Pre-stagione
| Pre-stagione |           |                     |           |        |                      |
| Turno        | Data      | Avversario          | Risultato | Record | Stadio               |
| 1            | 10.8.2019 | Los Angeles Rams    | V 14-3    | 1-0    | RingCentral Coliseum |
| 2            | 15.8.2019 | @ Arizona Cardinals | V 33-26   | 2-0    | State Farm Stadium   |
| 3            | 22.8.2019 | Green Bay Packers   | V 22-21   | 3-0    | IG Field             |
| 4            | 29.8.2019 | @ Seattle Seahawks  | S 15-17   | 3-1    | CenturyLink Field    |

### Stagione regolare
| Stagione regolare |                    |                         |                    |                    |                            |
| Turno             | Data               | Avversario              | Risultato          | Record             | Stadio                     |
| 1                 | 9 settembre        | Denver Broncos          | V 24-16            | 1-0                | RingCentral Coliseum       |
| 2                 | 15 settembre       | Kansas City Chiefs      | S 10-28            | 1-1                | RingCentral Coliseum       |
| 3                 | 22 settembre       | @ Minnesota Vikings     | S 14-34            | 1-2                | U.S. Bank Stadium          |
| 4                 | 29 settembre       | @ Indianapolis Colts    | V 31-24            | 2-2                | Lucas Oil Stadium          |
| 5                 | 6 ottobre          | Chicago Bears           | V 24-21            | 3-2                | Tottenham Hotspur Stadium  |
| 6                 | Settimana di pausa | Settimana di pausa      | Settimana di pausa | Settimana di pausa | Settimana di pausa         |
| 7                 | 20 ottobre         | @ Green Bay Packers     | S 24-42            | 3-3                | Lambeau Field              |
| 8                 | 27 ottobre         | @ Houston Texans        | S 24-27            | 3-4                | NRG Stadium                |
| 9                 | 3 novembre         | Detroit Lions           | V 31-24            | 4-4                | RingCentral Coliseum       |
| 10                | 7 novembre         | Los Angeles Chargers    | V 26-24            | 5-4                | RingCentral Coliseum       |
| 11                | 17 novembre        | Cincinnati Bengals      | V 17-10            | 6-4                | RingCentral Coliseum       |
| 12                | 24 novembre        | at New York Jets        | S 3–34             | 6–5                | MetLife Stadium            |
| 13                | 1 dicembre         | at Kansas City Chiefs   | S 9–40             | 6–6                | Arrowhead Stadium          |
| 14                | 8 dicembre         | Tennessee Titans        | S 21–42            | 6–7                | RingCentral Coliseum       |
| 15                | 15 dicembre        | Jacksonville Jaguars    | S 16–20            | 6–8                | RingCentral Coliseum       |
| 16                | 22 dicembre        | at Los Angeles Chargers | V 24–17            | 7–8                | Dignity Health Sports Park |
| 17                | 29 dicembre        | at Denver Broncos       | S 15–16            | 7–9                | Empower Field at Mile High |

Note
- Gli avversari della propria division sono in grassetto.

## Classifiche

### Division
| AFC West             | AFC West | AFC West | AFC West | AFC West | AFC West | AFC West | AFC West | AFC West |
| vedi • disc. • mod.  | V        | S        | P        | PCT      | DIV      | CONF     | PF       | PS       |
| -------------------- | -------- | -------- | -------- | -------- | -------- | -------- | -------- | -------- |
| Kansas City Chiefs   | 12       | 4        | 0        | .750     | 9–3      | 5-3      | 308      | 256      |
| Denver Broncos       | 7        | 9        | 0        | .438     | 3–3      | 6-6      | 225      | 250      |
| Oakland Raiders      | 7        | 9        | 0        | .438     | 3-3      | 5-7      | 224      | 218      |
| Los Angeles Chargers | 5        | 11       | 0        | .313     | 0–6      | 3-9      | 172      | 197      |
|                      |          |          |          |          |          |          |          |          |
|                      |          |          |          |          |          |          |          |          |

### Conference
| American Football Conference           | American Football Conference | American Football Conference | American Football Conference | American Football Conference | American Football Conference | American Football Conference | American Football Conference | American Football Conference | American Football Conference | American Football Conference |
| Pos.                                   | Squadra                      | Division                     | V                            | S                            | P                            | PCT                          | DIV                          | CONF                         | SOS                          | SOV                          |
| Capolista di Division                  | Capolista di Division        | Capolista di Division        | Capolista di Division        | Capolista di Division        | Capolista di Division        | Capolista di Division        | Capolista di Division        | Capolista di Division        | Capolista di Division        | Capolista di Division        |
| -------------------------------------- | ---------------------------- | ---------------------------- | ---------------------------- | ---------------------------- | ---------------------------- | ---------------------------- | ---------------------------- | ---------------------------- | ---------------------------- | ---------------------------- |
| 1                                      | Baltimore Ravens             | North                        | 14                           | 2                            | 0                            | .875                         | 5–1                          | 10–2                         | .400                         | .356                         |
| 2                                      | Kansas City Chiefs           | West                         | 12                           | 4                            | 0                            | .750                         | 6–0                          | 9–3                          | .436                         | .414                         |
| 3                                      | New England Patriots         | East                         | 12                           | 4                            | 0                            | .750                         | 5-1                          | 8-4                          | .549                         | .507                         |
| 4                                      | Houston Texans               | South                        | 10                           | 6                            | 0                            | .625                         | 4-2                          | 8-4                          | .441                         | .459                         |
| Wild Card                              |                              |                              |                              |                              |                              |                              |                              |                              |                              |                              |
| 5                                      | Buffalo Bills                | East                         | 10                           | 6                            | 0                            | .625                         | 3-3                          | 7-5                          | .330                         | .214                         |
| 6                                      | Tennessee Titans             | South                        | 9                            | 7                            | 0                            | .563                         | 3-3                          | 7-5                          | .539                         | .452                         |
| In corsa per i play-off                |                              |                              |                              |                              |                              |                              |                              |                              |                              |                              |
| 7                                      | Pittsburgh Steelers          | North                        | 8                            | 8                            | 0                            | .500                         | 3-3                          | 6-6                          | .481                         | .336                         |
| 8                                      | Denver Broncos               | West                         | 7                            | 9                            | 0                            | .438                         | 3-3                          | 6-6                          | .554                         | .353                         |
| 9                                      | Oakland Raiders              | West                         | 7                            | 9                            | 0                            | .438                         | 3-3                          | 5-7                          | .451                         | .404                         |
| 10                                     | Indianapolis Colts           | South                        | 7                            | 9                            | 0                            | .438                         | 3-3                          | 5-7                          | .630                         | .575                         |
| 11                                     | New York Jets                | East                         | 7                            | 9                            | 0                            | .438                         | 2-4                          | 4-8                          | .485                         | .275                         |
| 12                                     | Jacksonville Jaguars         | South                        | 6                            | 10                           | 0                            | .375                         | 2-4                          | 6-6                          | .500                         | .500                         |
| 13                                     | Cleveland Browns             | North                        | 6                            | 10                           | 0                            | .375                         | 3-3                          | 6-6                          | .544                         | .419                         |
| 14                                     | Los Angeles Chargers         | West                         | 5                            | 11                           | 0                            | .313                         | 0-6                          | 3-9                          | .490                         | .300                         |
| 15                                     | Miami Dolphins               | East                         | 5                            | 11                           | 0                            | .313                         | 2-4                          | 4-8                          | .554                         | .450                         |
| 16                                     | Cincinnati Bengals           | North                        | 2                            | 14                           | 0                            | .125                         | 1-5                          | 2-10                         | .639                         | .000                         |
| Criteri di spareggio                   |                              |                              |                              |                              |                              |                              |                              |                              |                              |                              |
| 1.                                     |                              |                              |                              |                              |                              |                              |                              |                              |                              |                              |
| Legenda                                |                              |                              |                              |                              |                              |                              |                              |                              |                              |                              |
| w — wild card ottenuta                 |                              |                              |                              |                              |                              |                              |                              |                              |                              |                              |
| x — partecipazione ai playoff ottenuta |                              |                              |                              |                              |                              |                              |                              |                              |                              |                              |
| y — campioni di division               |                              |                              |                              |                              |                              |                              |                              |                              |                              |                              |
| z — salto del primo turno di play-off  |                              |                              |                              |                              |                              |                              |                              |                              |                              |                              |
| * — vantaggio del campo ottenuto       |                              |                              |                              |                              |                              |                              |                              |                              |                              |                              |

## Premi

### Premi settimanali e mensili
- Josh Jacobs:

rookie offensivo del mese di ottobre
rookie della settimana 10
rookie offensivo del mese di novembre
- Maxx Crosby:

difensore della AFC della settimana 11
rookie della settimana 11